# Theresia Hvorslev
Kristina Margareta Teresia Hvorslev Hasselblad, född Ericsson  11 oktober 1935, död februari 2024 i Lidköpings distrikt, var en svensk silversmed och formgivare.
Hvorslev studerade för Karl Dittert vid Staatliche Höhere Fachschule für das Edelmetallgewerbe i Schwäbisch Gmünd 1956–1958 och i Danmark samt därefter vid Konstfackskolan och Högre konstindustriella skolan i Stockholm där hon utexaminerades 1960. Hon etablerade en egen silverateljé 1964 och var vid sidan av sin egen verksamhet knuten till  korpustillverkaren MEMA som formgivare. Hon medverkade i flera internationella konsthantverksutställningar. Bland hennes offentliga arbeten märks rondellutsmyckningen Måsflykt i Lidköping och en brudkrona till Storsäterns fjällkapell i Idre, altarkalk och särkalkar för Solhaga ålderdomshem i Lidköping, nattvardsservis och altarkors till S:ta Maria kyrka i Lidköping och en brudkrona till S:ta Maria kyrka i Lidköping.  Theresia Hvorslev är representerad vid Nationalmuseum, Röhsska konstslöjdmuseet, Malmö museum, Norrköpings konstmuseum och Vestlandske Kunstindustrimuseum i Bergen.  
Hon är mor till silversmeden Tabita Hvorslev.

### Fotnoter
1. ↑  Theresia Hvorslev NE.se Läst 13 oktober 2016.
2. ↑  Minnesruna i Svenska Dagbladet, 26 februari 2024, sid. 26
3. ↑  Nationalmuseum
4. ↑  Röhsska museet